# Hans Gude

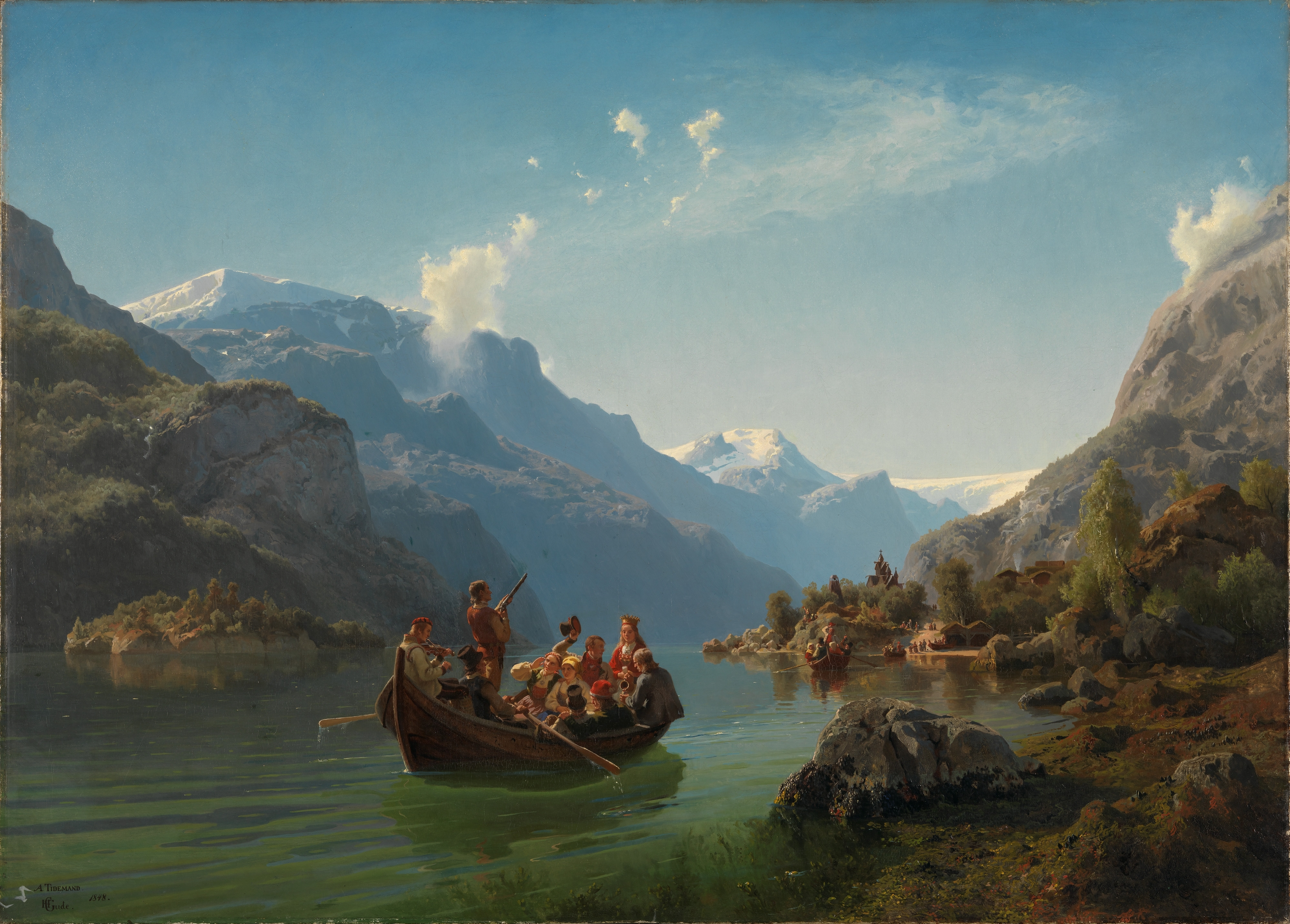
Brudfärden i Hardanger, 1848.

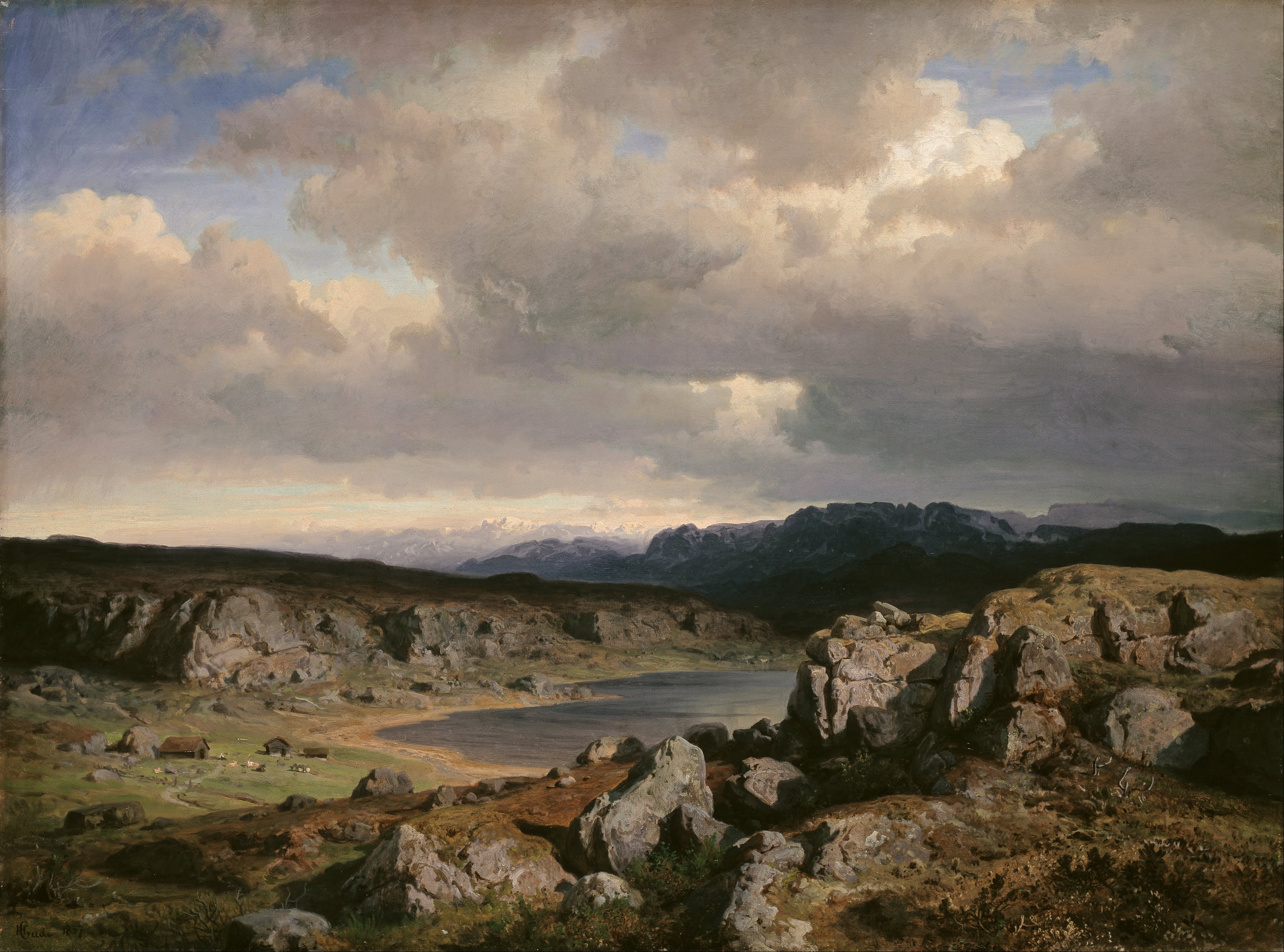
Högfjäll, 1857.

Hans Fredrik Gude, född 13 mars 1825 i Kristiania (Oslo), död 18 augusti 1903 i Berlin, var en norsk målare, far till Ove och Nils Gude.

## Biografi
Hans Gude började tidigt studera i Tegneskolen i Kristiania samt för Johan Flintoe, som bland annat målade stilsäkra fjällutsikter. År 1841 kom han till Düsseldorf. Han tänkte utbilda sig till historiemålare, men påverkades i realistisk riktning av Andreas Achenbach och specialiserade sig på landskapsmåleri. Han gick i lära hos Johann Wilhelm Schirmer och påverkades även av denna lyriskt inställda målare.
År 1843 gjorde Gude en studieresa i sitt hemland och blev efter återkomsten till Düsseldorf för första gången uppmärksammad; det var med ett högfjällsmotiv, som inköptes av Kristiania konstförening. Under resan lärde han känna Adolph Tidemand. Under åren som följde vistades Gude mer i Norge än i Düsseldorf. Under de oroliga åren 1848–1849 blev konstnärerna tvungna att hålla sig hemma. Under denna tid utförde Gude ett beställningsarbete på uppdrag av Oscar I: fyra utsikter från Sognefjord att hänga på slottet Oscarshall på Bygdøy. År 1851 återvände Gude till Düsseldorf där många unga målare från Norge och Sverige samlades.
Gude efterträdde Schirmer som professor 1854 vid Düsseldorfs konstakademi, en befattning han lämnade 1862, då han slog sig ner i Wales. Åren 1864–1880 var han professor i Karlsruhe och 1880–1901 professor i Berlin där han var föreståndare för en av akademiens mästarateljéer. Mycket eftersökt som målare, vann han många utmärkelser i Tyskland och andra länder, och som lärare utövade han ett starkt inflytande på den närmast yngre generationen. Karlsruhe blev under hans vistelse där en samlingsplats för en krets av unga norska målare. I början av 1870-talet bodde där bland andra Eilif Peterssen, Christian Krohg, Otto Sinding och Fritz Thaulow.
Gude gjorde studieresor till Rhenlandet, Sydtyskland, Skottland och Wales. Norge besökte han fortfarande upprepade gånger, och mer än någon annan målare på sin tid väckte han inom och utom Norge kunskap om och intresse för landets natur. Från att till en början ha varit högfjällens, dalarnas och fjordarnas målare blev han havskustens. Hans sätt att komponera sina landskap liksom att utarbeta dem var det för Düsseldorfskolan typiska, men han bidrog onekligen till att föra skolan framåt. Hans studier i Wales och vid norska kusten medförde mera omedelbarhet i blick och känsla. Under sitt Berlinskede fann han en ny motivkrets vid Östersjöns södra kust. Han målade marinmotiv med staffage av båtar och fiskare. Han utförde även raderingar. Hans Fredrik Gude begravdes på Vår Frelsers gravlund i Oslo.
Hans Gude var medlem av akademier i bland annat Stockholm, Köpenhamn, Amsterdam och Wien. Lorentz Dietrichson utgav 1899 hans levnadsminnen, "Av Hans Gudes liv og værker", med en biografisk inledning.

## Verk i urval
- Högfjäll med uppdragande oväder (1846)
- Högfjäll (1857)
- Vila vid bäcken (1860)
- Bränningar (1862)
- Efenbron (motiv från Wales, 1864)
- Brudfärden i Hardanger (med Adolph Tidemand)
- En afton på Kröderen (med Adolph Tidemand)
- Likfärd på Sognefjord (med Adolph Tidemand, 1866)
- Fiskare med bloss (med Adolph Tidemand)
- En nödhamn ( 1872)
- Inseglingen till Trondhjem (1874)
- Vindstilla (1873)
- Frisk bris (1876)
- Sandviksfjorden (1879)
- Norsk lotshamn
- Landande fiskare
- Gude är representerad vid bland annat Göteborgs konstmuseum[8] och Nationalmuseum[9] i Stockholm.

## Utmärkelser
- Storkors av Sankt Olavs orden
- Kungliga Nordstjärneorden
- Tredje klassen av Röda örns orden

[Redigera Wikidata]